# Szent Gellért Katolikus Általános Iskola és Gimnázium
A Szent Gellért Katolikus Általános Iskola és Gimnázium katolikus oktatási intézmény Krisztinavárosban, 1. kerületében. Nyolcosztályos általános iskolából és négyosztályos gimnáziumból áll.

## Története
Az iskolát 1993-ban alapította a Krisztinavárosi Havas Boldogasszony-plébánia. Az ekkor még csak általános iskolaként működő intézmény a Gellérthegy utca 7. alatti általános iskola épületében kapott helyet. 1997-ben gimnáziummal bővült, ami a nevébe is bekerült. A gimnázium a Krisztina tér 4. szám alatt, az 1787-ben alapított Krisztina Téri Általános Iskola korábbi épületében kapott helyet. Az általános iskolában egy, a gimnáziumban két osztály indul évfolyamonként.

## Híres diákjai
- Springer Márton

## Külső hivatkozások
- Hivatalos honlap
- Krisztinavárosi Havas Boldogasszony Plébánia
- Szent Gellért Diákszövetség